# Дефис
Дефи́с (от нем. divis — соединительный знак, знак деления, от лат. divisio — (раз)деление), чёрточка (‐) — небуквенный орфографический знак русской и многих других письменностей. Графически тождествен со знаком переноса.
Не следует путать дефис и тире. Дефис — орфографический знак, тире — пунктуационный.  Всего же существует как минимум четыре похожих часто употребляемых знака: дефис, минус, среднее тире и тире (‐, −, –, —), к которым в компьютерном наборе прибавляется ещё один: дефис-минус (-).

## Дефис в русской письменности

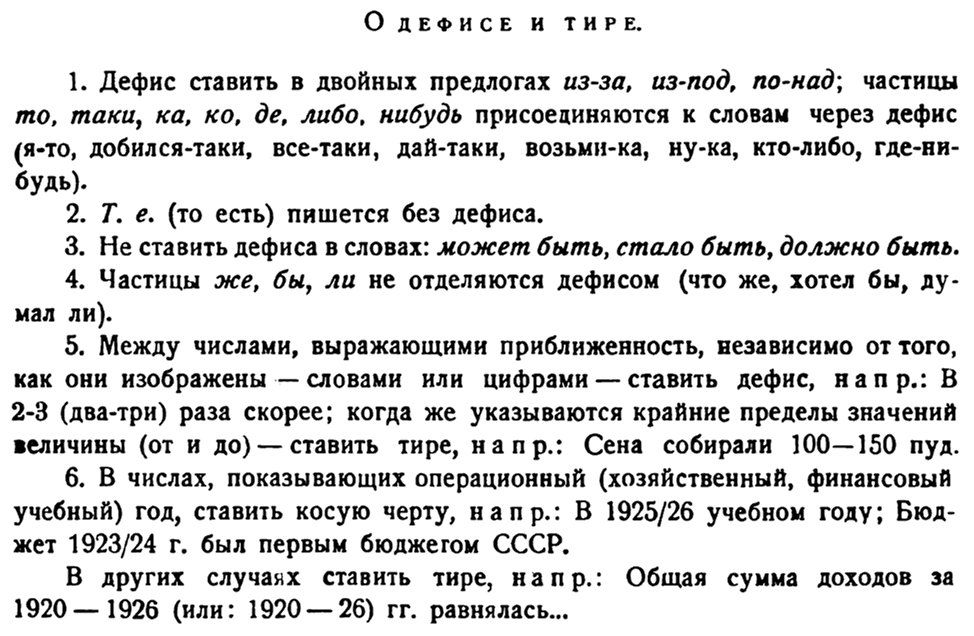
Дефис и тире

Правила, регламентирующие раздельное — дефисное — слитное написание, содержат множество исключений, которые указаны в словарях. Вот некоторые случаи дефисного написания:
- названия оттенков (жёлто-зелёный, ярко-красный, блекло-жёлтый)
- со словами:
  - с приставками кое-, кой- (кое-какой, кое-откуда, кой-где)
  - с постфиксами -либо, -нибудь, -то (куда-либо, сколько-нибудь, где-то)
  - глаголы и наречия с постфиксом -таки (сделал-таки, коротко-таки) и в сочетании всё-таки, с остальными словами пишется раздельно (Я таки сумел сделать это)
  - с постфиксами -де, -ка, -тка (получи-ка, вот-де, )
  - со словоерсом -c (да-с, нет-с, извольте-с)
  - наречия с приставками во- в-, образованные от порядковых числительных (во-первых, в-седьмых, в-пятых)
  - наречия с приставкой по-, образованные от прилагательных или местоимений на -ому/-ему, -ки, -ьи (по-людски, по-волчьи, по-нашему, по-новому)
- составные слова (горе-охотник, луна-парк, Ага-хан, генерал-майор, жар-птица, пиар-акция, киловатт-час, Санкт-Петербург, интернет-сайт, онлайн-голосование);
- слова (обычно должности и звания) на вице-, камер-, контр-, лейб-, обер-, статс-, унтер-, флигель-, штаб-, штабс- и экс- в значении «бывший» (вице-адмирал, статс-дама, экс-губернатор);
- слова на мини-, миди-, макси- (мини-юбка);
- двойные фамилии (Мамин-Сибиряк);
- повторения тех же или сходных по форме либо смыслу слов (синий-синий, еле-еле, умница-разумница, волк-волчище, страсти-мордасти, хухры-мухры, путь-дорога, ёлки-палки);
- сочетания с однословным приложением после определяемого слова (баба-яга, мать-героиня, журналист-международник, программа-максимум, Маша-резвушка, Олимпиада-80, «Восток-2», «Брат-2»;
- сочетания с однословным приложением перед определяемым словом (старик-отец, профан-редактор, матушка-Русь (с именами собственными чаще пишется раздельно: старик Державин), кафе-автомат, меццо-сопрано, брутто-вес);
- названия вроде иван-да-марья, мать-и-мачеха, любишь-не-любишь;
- повторения слов с элементом полу- (полунемец-полурусский);
- указания на приблизительность (день-другой, год-два, человек десять-пятнадцать, в марте-апреле);
- сочетания пол- со словами, начинающимися на л, гласную букву или заглавную букву (пол-лимона, пол-яблока, пол-Москвы);
- сжатые перечисления (одно- и двухэтажные, фото- и телевизионная аппаратура) — так называемый «висячий дефис»;
- иноязычные географические названия, в оригинале пишущиеся через дефис или раздельно, а по-русски не образующие словосочетаний (Нью-Йорк, Стара-Загора, Нови-Сад, Ческе-Будейовице);
- фамилии с Сан-, Сен-, Сент- и некоторые с Мак- (Сен-Жюст, Мак-Магон, но Маккарти, Макдональд);
- имена и фамилии с «восточными» элементами ага, ал, аль, ар, ас, аш, бей, бек, заде, зуль, кызы, оглы, оль, паша, уль, хан, шах, эд, эль, эр (Турсун-заде, Кемаль-паша), некоторые с Бен- (Бен-Гурион, но Бен Барка); армянские на Тер- (Тер-Матевосян), японские с -сан (Комияма-сан);
- наращения окончаний числительных (нет 65-го тома), суффиксов (40%-й раствор), частей слов (2-местный номер, γ-лучи, УКВ-передатчик, IT-специалисты);
- производственные марки (Ту-104, Боинг-747);
- сокращения (кол-во — количество, к-рый — который, ж.-д.[1], товарищ К-ов[2]);
- в лингвистических текстах:
  - обозначение («висячим» дефисом) отдельных элементов слов (приставка про- и суффикс -ок);
  - членение слова на части (морфемы, слоги и тому подобные: пред-диплом-н-ый, пред-ди-плом-ный);
- акцентирование внимания на части слова (Что звалось «само-лётом», не летало само; И чтобы не впустил он в своё сердце суетного, мелкого чувства, а только сожаление, соболезнование, сострадание);
- передача произношения по слогам (А что такое им-пич-мент?);
- передача протяжного, раскатистого и тому подобного звучания звуков, заикания и иных особенностей произношения (Лошадка-а-а!; о-о-очень навязчивый; р-р-революционный; П-п-проходите, п-п-пожалуйста);
- в словах типа тр-тр-тр, др-др-др и так далее;
- знак переноса.

Пробелом от слова дефис никогда не отбивается (не считая упомянутого выше «висячего» дефиса, отбивающегося только с одной из сторон).

## Дефис в английском языке
В английском языке дефис употребляется:
- в составных словах (light-blue paint, text-only);
- в названиях чисел (one hundred twenty-three);
- при разложении слов на слоги (syl-la-bi-fi-ca-tion);
- в составных фамилиях;
- в качестве знака переноса.

## Дефис и компьютеры
В некоторых кодировках существует несколько символов, имеющих отношение к дефису: обычный дефис, неразрывный дефис, суррогатный «дефис-минус» и другие.
| Русское название  | Название в юникоде  | Код в юникоде (шестнадцатеричный) | Код в юникоде (десятичный) | Выглядит | Мнемокод в HTML 4 |
| ----------------- | ------------------- | --------------------------------- | -------------------------- | -------- | ----------------- |
| дефис             | HYPHEN              | 2010                              | 8208                       | ‐        | отсутствует       |
| неразрывный дефис | NON-BREAKING HYPHEN | 2011                              | 8209                       | ‑        | отсутствует       |
| мягкий перенос    | SOFT HYPHEN         | 00AD                              | 173                        | ‐        | &shy;             |
| дефис-минус       | HYPHEN-MINUS        | 002D                              | 45                         | -        | отсутствует       |

Существуют проблемы с отображением некоторых подобных символов в отдельных шрифтах (знак может выглядеть как маленькая толстая черта). Данный эффект исчезает при увеличении размера шрифта.

### Поддержка дефиса и подобных символов в шрифтах
| Шрифт                                                                                        | U+2010 hyph | U+2011 nbhy       | U+2012 figd |
| -------------------------------------------------------------------------------------------- | ----------- | ----------------- | ----------- |
| Aegean (ttf-ancient-fonts в Debian)                                                          | Да (2.01-1) | Нет 1.0-2, 2.02-1 | Да 2.01-1   |
| Aegyptus и Musical Symbols (ttf-ancient-fonts 1.0-2, 2.02-1 в Debian)                        | Нет         | Нет               | Нет         |
| Bitstream Vera 1.10 (см. также DejaVu)                                                       | Нет         | Нет               | Нет         |
| Caliban (ttf-georgewilliams 1.0-2 в Debian)                                                  | Да          | Да                | Да          |
| Caslon (то же)                                                                               | Да          | Да                | Да          |
| Charis SIL 4.100                                                                             | Да          | Да                | Да          |
| Cupola Unicode                                                                               | Да          | Да                | Да          |
| DejaVu 2.19                                                                                  | Да          | Да                | Да          |
| Delphine (SJFonts 2.0.2)                                                                     | Да          | Нет               | Нет         |
| Domestic Manners (ttf-dustin 20030517 в Debian)                                              | Да          | Нет               | Нет         |
| Doulos SIL 4.100                                                                             | Да          | Да                | Да          |
| Dustismo (ttf-dustin 20030517 в Debian)                                                      | Да          | Нет               | Нет         |
| Ezra SIL и Ezra SIL SR 2.51                                                                  | Да          | Да                | Нет         |
| FreeFarsi 1.0.0~beta1                                                                        | Да          | Нет               | Нет         |
| FreeMono (ttf-freefont 20060501cvs-12 в Debian)                                              | Да          | Да                | Да          |
| FreeSans (там же)                                                                            | Да          | Да                | Да          |
| FreeSerif (там же)                                                                           | Да          | Да                | Да          |
| gargi 1.9                                                                                    | Да          | Нет               | Нет         |
| Garuda (ttf-thai-twlg 1:0.4.7-1 в Debian)                                                    | Да          | Нет               | Нет         |
| Gentium и GentiumAlt 1.02                                                                    | Да          | Да                | Да          |
| Gentium Basic (1.1-1 в Debian)                                                               | Нет         | Да                | Нет         |
| GFS Artemisia, BodoniClassic, Neohellenic (1.0-1 в Debian)                                   | Да          | Нет               | Да          |
| GFS Complutum, Didot Classic, Solomos (1.000-1 в Debian); Gazis, Theokritos (1.0-1 в Debian) | Нет         | Нет               | Нет         |
| Homa (0.4.dfsg-6 в Debian)                                                                   | Да          | Нет               | Нет         |
| Junicode                                                                                     | Да          | Да                | Да          |
| kiloji (включая — B, — D, — P) (2.10-2 в Debian)                                             | Да          | Нет               | Нет         |
| Kochi Gothic (1.0.20030809-4 в Debian)                                                       | Да          | Нет               | Нет         |
| Kochi Mincho (1.0.20030809-4 в Debian)                                                       | Да          | Нет               | Нет         |
| Konatu (ttf-konatu 20-1 в Debian)                                                            | Да          | Да                | Да          |
| KonatuTohaba (ttf-konatu 20-1 в Debian)                                                      | Да          | Да                | Да          |
| Linux Libertine (2.6-2 в Debian)                                                             | Да          | Да                | Да          |
| Linux Libertine C (2.6-2 в Debian)                                                           | Да          | Да                | Да          |
| Loma                                                                                         | Да          | Нет               | Нет         |
| MgOpen Canonica (ttf-mgopen 1.1-2 в Debian)                                                  | Да          | Да                | Да          |
| Mona (2.90-2 в Debian)                                                                       | Да          | Нет               | Нет         |
| Nazli (0.4.dfsg-6 в Debian)                                                                  | Да          | Нет               | Нет         |
| Nimbus (??? в Debian testing, в ноябре 2007)                                                 | Нет         | Нет               | Нет         |
| OpenSymbol (часть OpenOffice.org; ttf-opensymbol 2.2.1-10 в Debian)                          | Нет         | Нет               | Нет         |
| PakType Naqsh (0.0-4 в Debian)                                                               | Да          | Нет               | Да          |
| * Cyrillic Uralic на базе от URW++                                                           | Да          | Нет               | Нет         |
| Sazanami Gothic и Mincho (0.0.1.20040629-3 в Debian)                                         | Да          | Нет               | Нет         |
| SIL Scheherazade (1.001-1 в Debian)                                                          | Да          | Да                | Нет         |
| SIL Yi (1.2-1 в Debian)                                                                      | Да          | Нет               | Нет         |
| StayPuft (0.04-2.1 в Debian)                                                                 | Нет         | Да                | Да          |
| Summersby (1.007-1 в Debian)                                                                 | Да          | Да                | Нет         |
| Swift (ttf-dustin 20030517-6 в Debian)                                                       | Да          | Нет               | Нет         |
| Terminus (4.20-6 в Debian)                                                                   | Да          | Да                | Да          |
| Thryomanes 2:1.2-5 в Debian                                                                  | Да          | Да                | Да          |
| Titr (ttf-farsiweb 0.4.dfsg-6 в Debian)                                                      | Да          | Нет               | Нет         |
| Tlwg Mono, Typewriter, Typist (разные типы: 1:0.4.9-1 в Debian)                              | Да          | Нет               | Нет         |
| Tuffy (20071106-1 в Debian)                                                                  | Нет         | Нет               | Да          |
| Unicode Symbols (ttf-ancient-fonts 1.0-2 и 2.02-1 в Debian)                                  | Да          | Нет               | Да          |
| Unifont (5.1.20080808-2 в Debian)                                                            | Да          | Да                | Да          |
| VL Gothic, PGothic (20071215-1 в Debian)                                                     | Да          | Нет               | Нет         |
| Wargames (ttf-dustin 20030517-6 в Debian)                                                    | Да          | Нет               | Нет         |